# Ropejki
Ropejki (biał. Рапэйкі, Rapejki; ros. Ропейки, Ropiejki) – wieś na Białorusi, w obwodzie grodzieńskim, w rejonie lidzkim, w sielsowiecie Dzitwa, nad Krupką.

## Historia
W dwudziestoleciu międzywojennym leżały w Polsce, w województwie nowogródzkim, w powiecie lidzkim, w gminie Lida. W 1921 miejscowość liczyła 94 mieszkańców, zamieszkałych w 15 budynkach, wyłącznie Polaków wyznania rzymskokatolickiego.
Po II wojnie światowej w granicach Związku Sowieckiego. Od 1991 w niepodległej Białorusi.